# Thenon
Thenon település Franciaországban, Dordogne megyében. Lakosainak száma 1267 fő (2022. január 1.). Thenon Azerat, Ajat, Fossemagne, Auriac-du-Périgord és Bars községekkel határos.

## Népesség
A település népessége az elmúlt években az alábbi módon változott:
| Lakosok száma | 1096 | 1259 | 1339 | 1290 | 1267 | 1255 | 1263 | 1257 | 1254 | 1267 |
|               | 1968 | 1982 | 1990 | 2006 | 2013 | 2015 | 2017 | 2019 | 2020 | 2022 |